# びっくりハウス
びっくりハウスあるいはマジックハウス（Fun house、Mad House、Haunted Swing、Bug House）は、遊園地のアトラクションである。広義では錯覚を利用した不思議な仕掛けの室内体験型アトラクションの総称。狭義では部屋の内壁が回転することによる錯覚を楽しむ小部屋型アトラクション（マッド・ハウス）を指す。

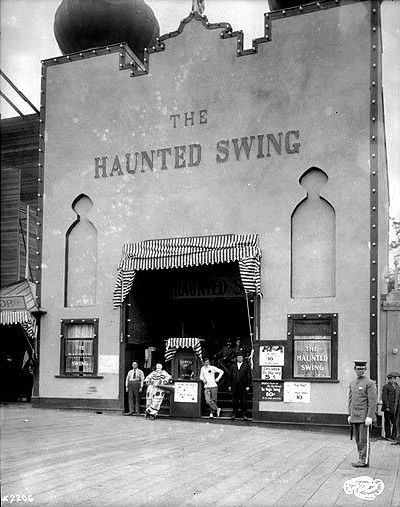
アラスカ・ユーコン太平洋博覧会（1909年）に展示されたホーンテッド・スウィング

## 概要
凸面鏡や凹面鏡による視覚の変化を楽しむものや、傾いた床や家具による平衡感覚の狂いを楽しむものなど施設によって仕掛けが異なる。

### マッド・ハウス
日本では「回転部屋」のみを「びっくりハウス」あるいは｢マジックハウス｣と称することが多く、回転部屋がないびっくりハウスは別の名称がつけられる場合もある。西洋では回転部屋の正式名称は「ホーンテッド・スウィング」、通称「バグ・ハウス」であったが、1990年代以降は「マッド・ハウス」の名で普及している。
客が家の中に入り、部屋の真ん中にある椅子（初期型はブランコ式、他にゆりかご式・ドラム式がある）に座ると、椅子が揺れると同時に部屋の床や壁や天井が縦に回転する。床と天井が上下逆さまになるため、無重力感や錯覚、混乱を起こす。何回か回転すると終了する。実際の椅子の揺れは小さいが、搭乗後にめまいや吐き気が生じる者もある。
1890年代初頭に「Illusion apparatus（イリュージョン装置）」としてアマリア・レイク（Amariah Lake）によって発明（1893年11月に特許取得）され、アトランティック・シティ・ボードウォークに最初に設置された。また、1894年のカリフォルニア・ミッドウィンター国際博覧会にも「ホーンテッド・スウィング」の名で展示された。
戦後の日本でも多くの遊園地やお祭り会場・海水浴場などに設置され、小学生未満の児童も楽しめる定番のアトラクションとして人気を博した。その後は老朽化や人気低迷などを理由に撤去した施設が多く、新設されることは稀である。
浅草花やしきに現存する最古のアトラクションである。※1949年に設置。ただし、外観は新装のため当時の面影はない。
かつての日本の主要製造メーカーは東洋娯楽機株式会社であった。1990年代以降の海外製はオランダの老舗メーカーVekomaが主流である。

## 商標・特許
浅草花やしきを運営する株式会社花やしきが片仮名表記の「ビックリハウス」の商標を保有している。
アマリア・レイクが保有していた特許は消滅している。また、宇宙空間を模したびっくりハウス（マッド・ハウス）の実用新案は東洋娯楽機株式会社が1979年に出願して1981年に認可されている。※相続者は不明

## びっくりハウスを題材とした作品
音楽
- こどものためのピアノ組曲より「びっくりハウス／楽しい遊園地」1983年、作曲：鵜月一秀[12]

## ギャラリー

世界各地のマッド・ハウス
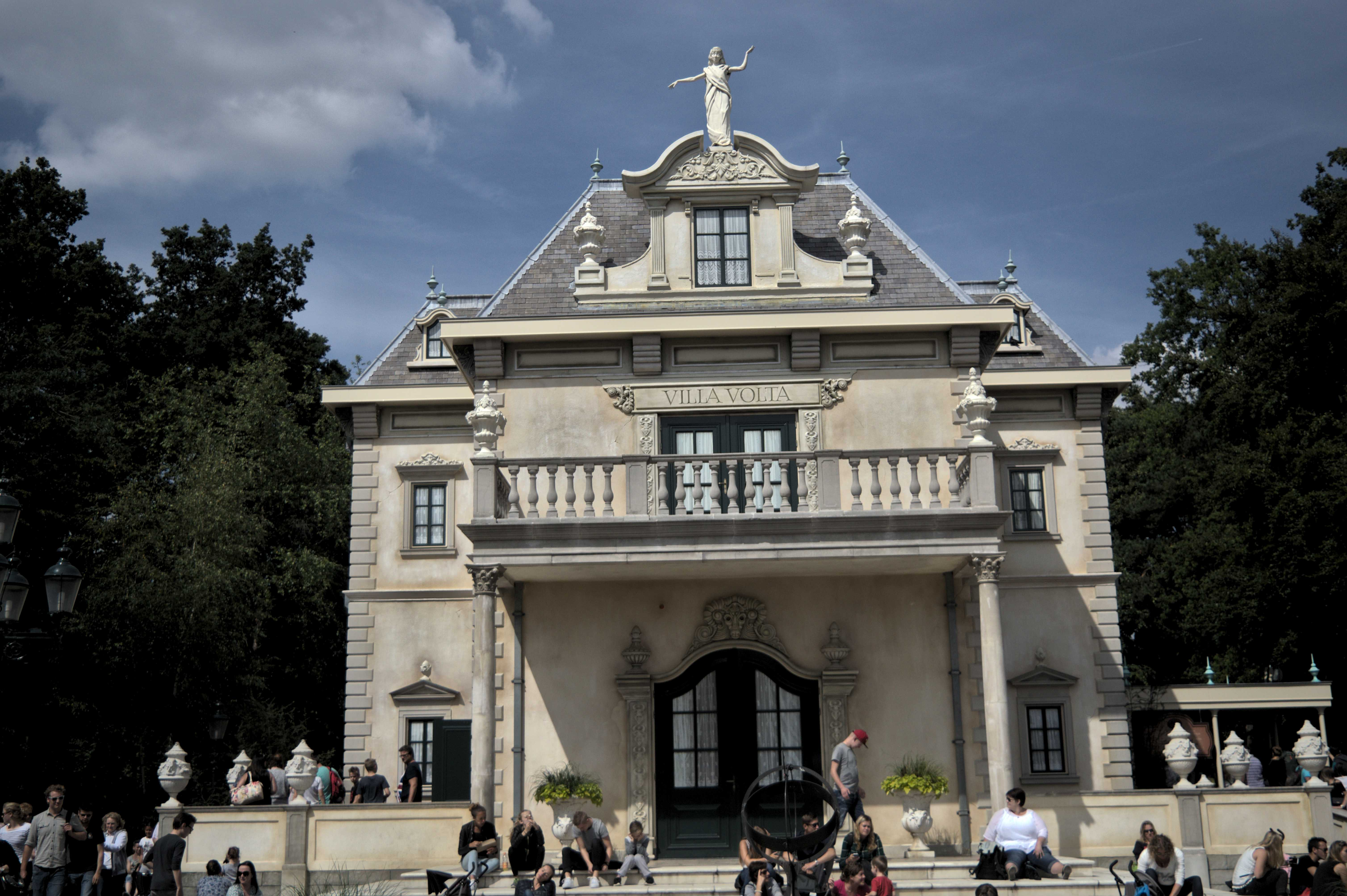
VillaVolta （オランダ）
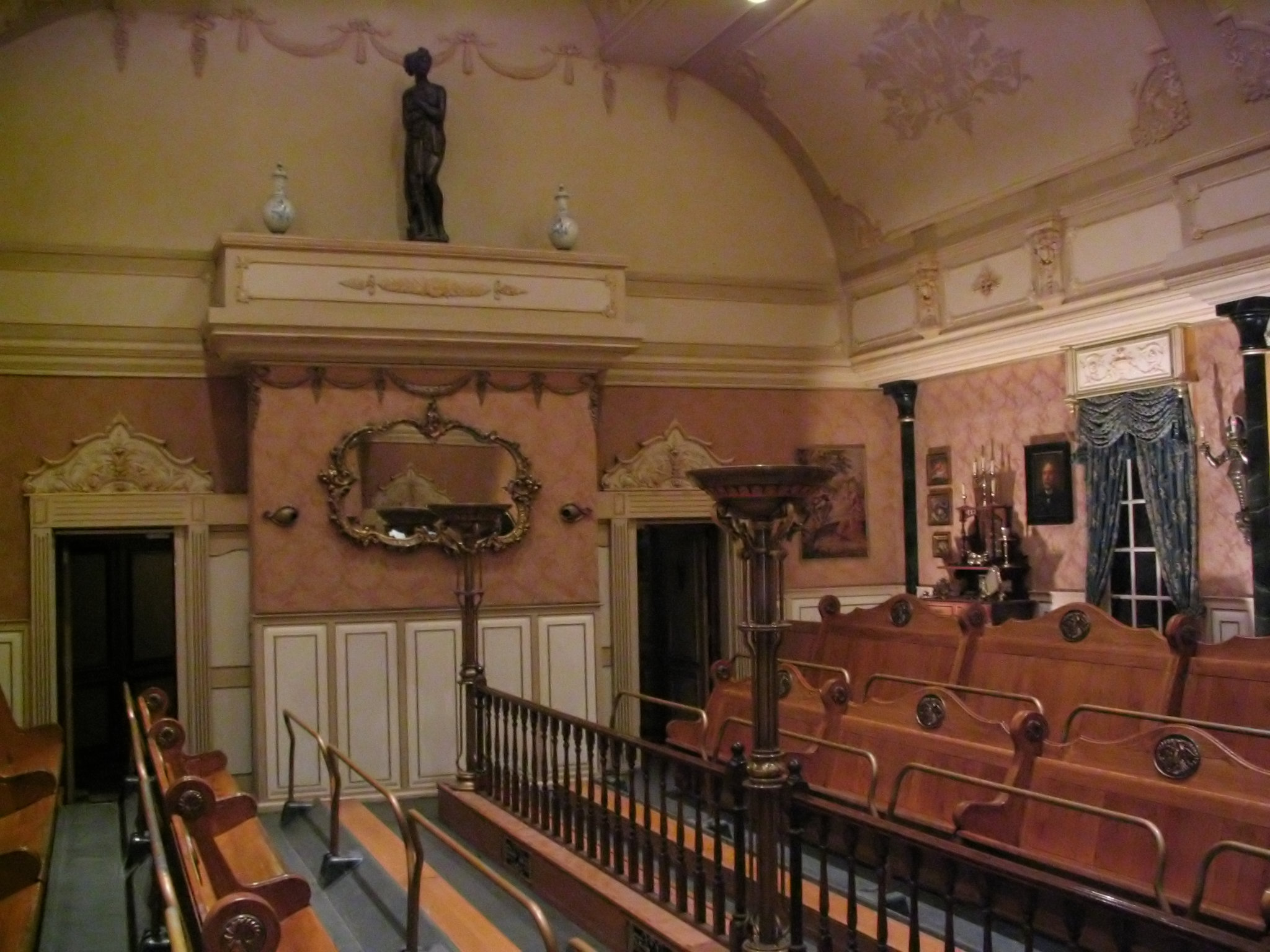
VillaVolta内装
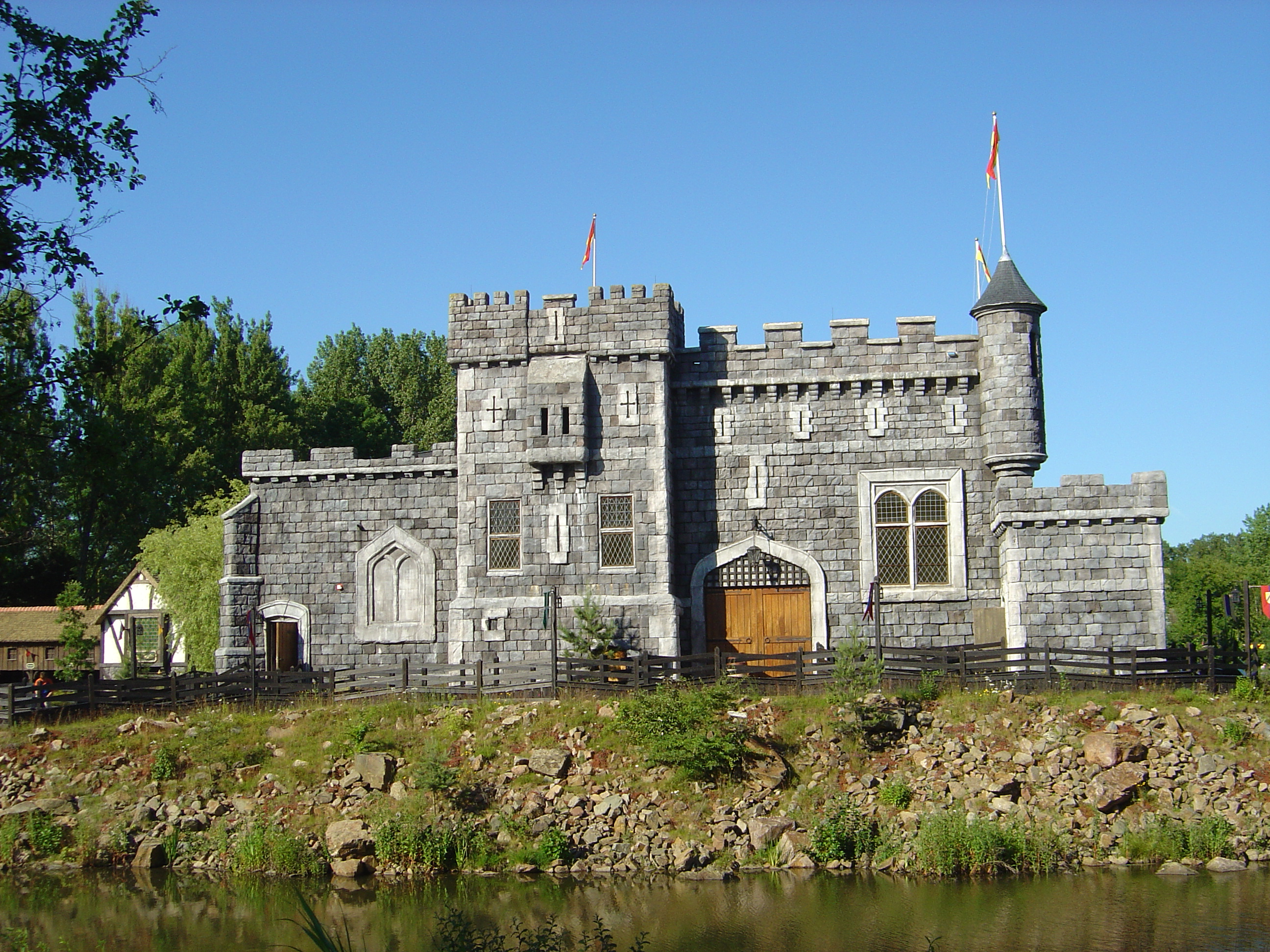
Merlin's Magic Castle （オランダ）
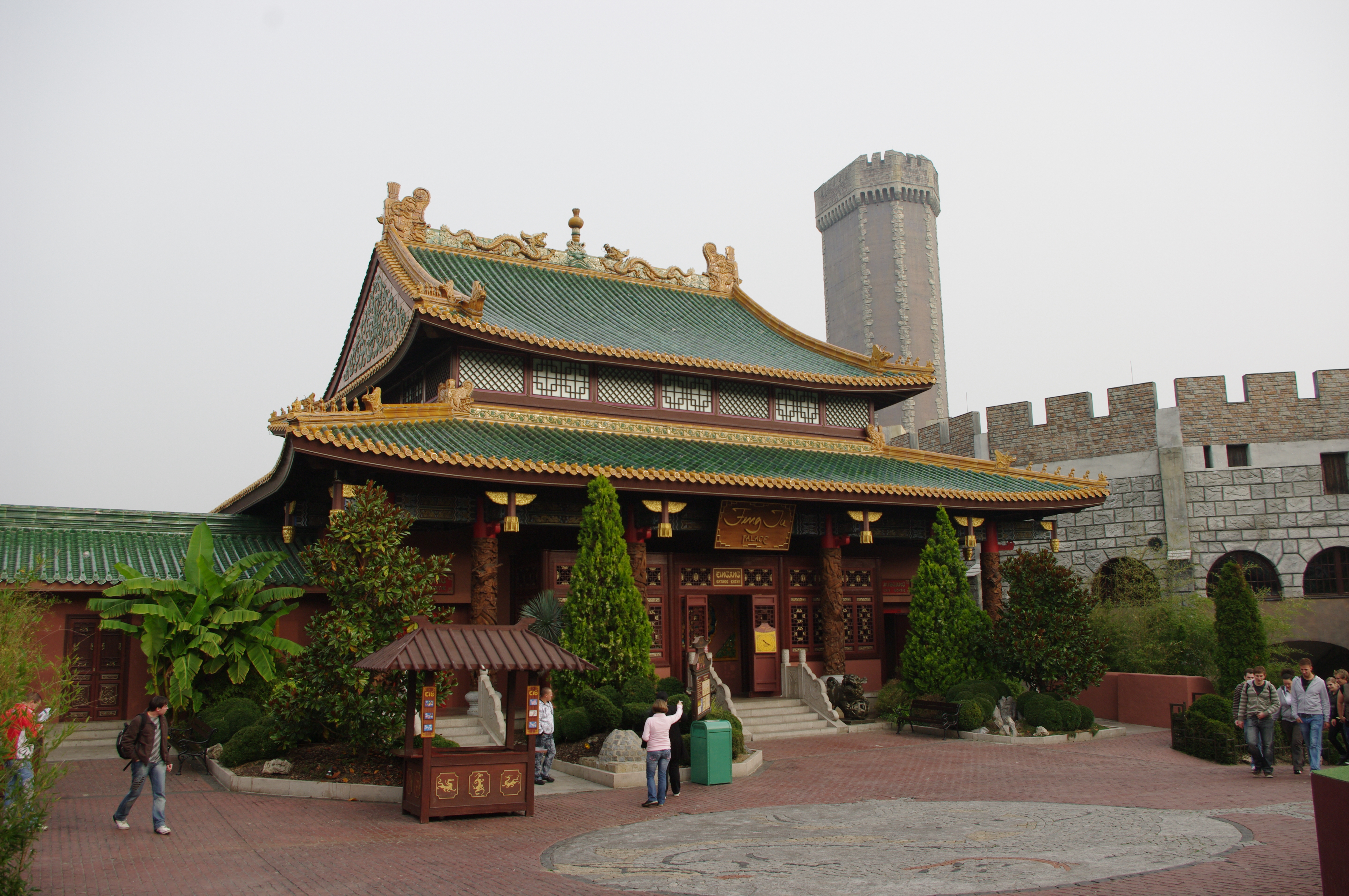
Feng Ju Palace （ドイツ）
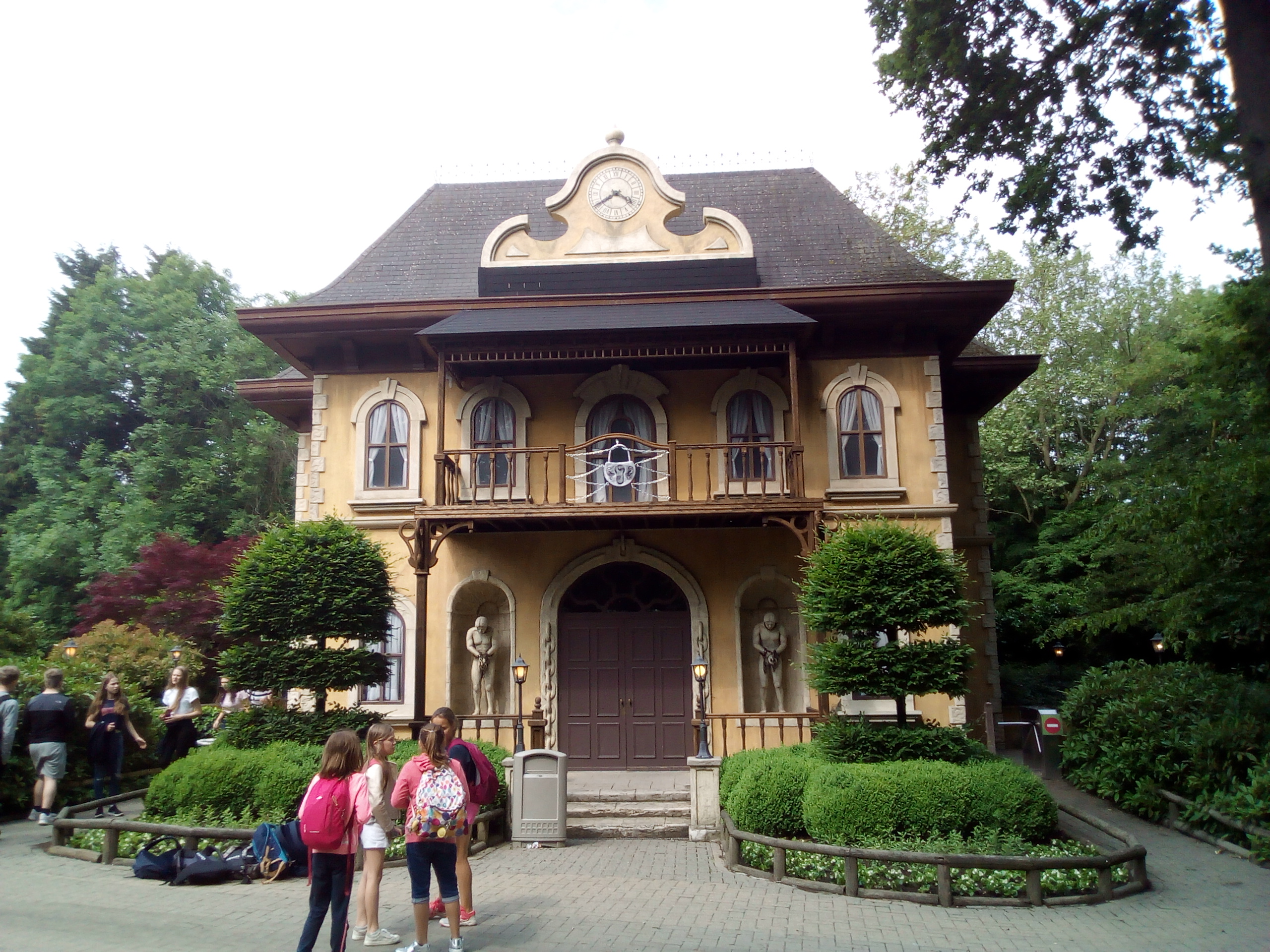
Houdini's Magische Huis （ベルギー）
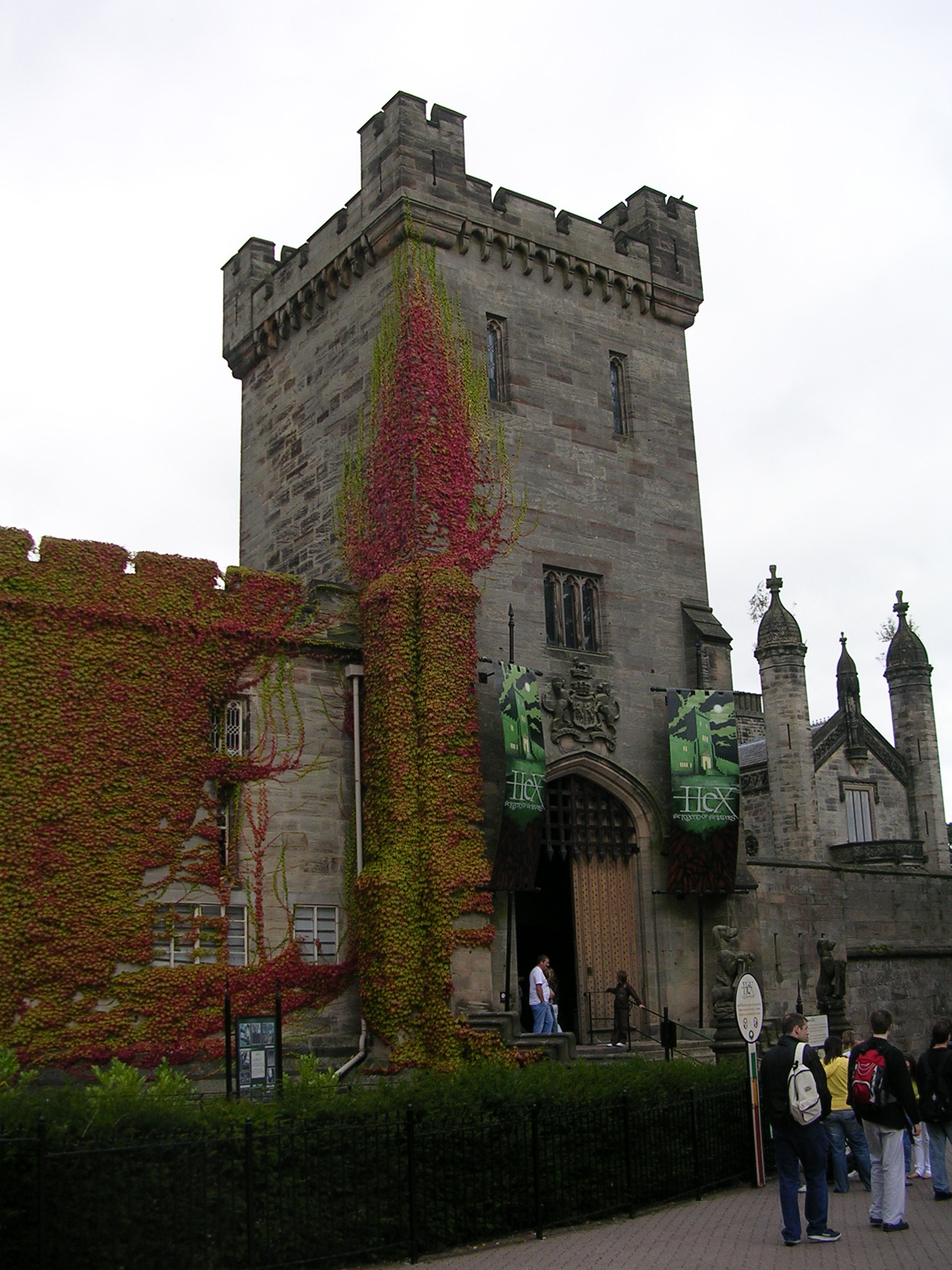
Hex - The Legend of the Towers （イングランド）
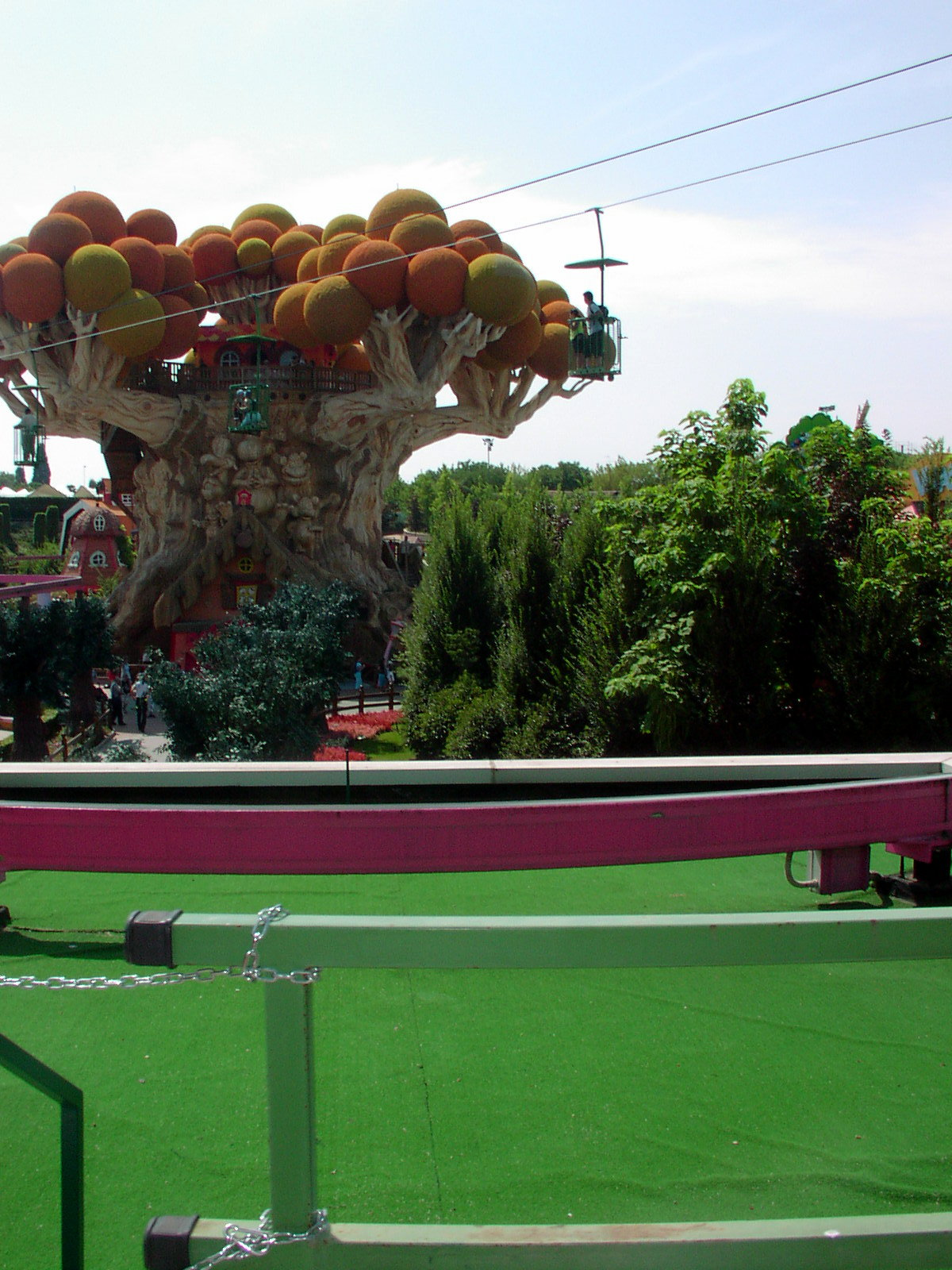
La Casa di Prezzemolo （イタリア）
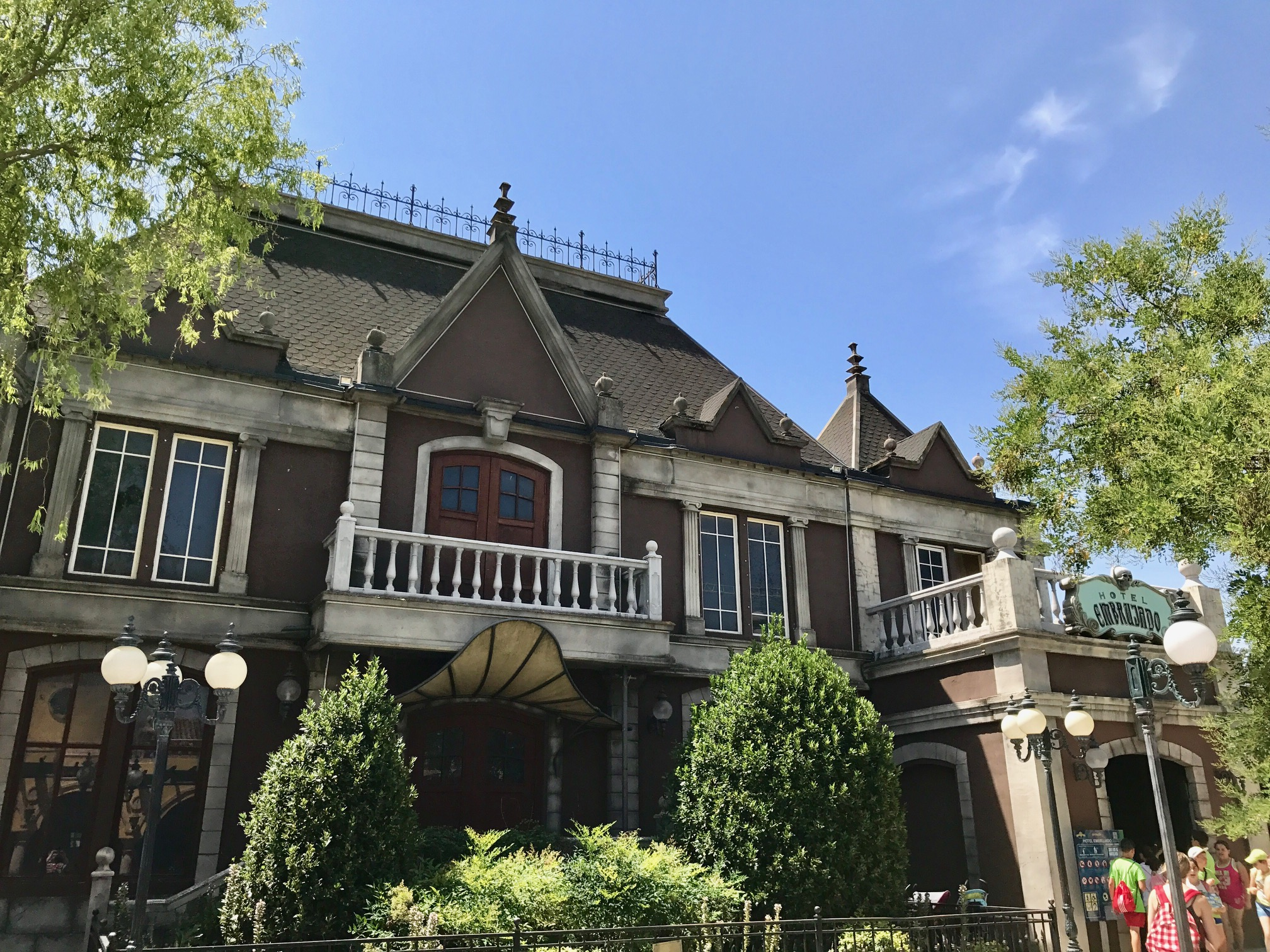
Hotel Embrujado （スペイン）